# Boronia hippopala
Boronia hippopala är en vinruteväxtart som beskrevs av Duretto. Boronia hippopala ingår i släktet Boronia och familjen vinruteväxter. Inga underarter finns listade i Catalogue of Life.